# Д’Эсте, Мария Фортуната
Мари́я Фортуна́та д’Э́сте (итал. Maria Fortunata d'Este, фр. Marie-Fortunée d’Este; 24 ноября 1731, Модена — 21 сентября 1803, Венеция, Венецианская провинция) — принцесса из дома Эсте; дочь Франческо III, герцога Модены и Реджо. В замужестве — графиня де ла Марш и принцесса Конти.

## Биография
Родилась 24 ноября 1731 года в Модене, в семье Франческо III д’Эсте, герцога Модены и Реджо и Шарлотты Аглаи Орлеанской, мадемуазель де Валуа. При крещении получила имена Марии Фортунаты. Она была очень набожной, застенчивой и очаровательной девушкой. Её мать вернулась во Францию, где постаралась устроить замужество своих дочерей. Мария Тереза Фелицита была выдана замуж за Луи Мари Жана де Бурбона, герцога Пентьеврского, а Мария Фортуната — за Луи Франсуа Жозефа де Бурбона, графа де Ла Марша и наследного принца де Конти.
Брачный контракт был подписан в Милане 3 января 1759 года послом Франции в Сардинском королевстве. Свадьба по доверенности состоялась в Милане в том же году 7 февраля. Франческо III д’Эсте дал в приданое дочери миллион ливров. Кроме того, по прибытии молодоженов во Францию, Луи Франсуа Жозеф получил 150 тысяч ливров от короля Людовика XV. Мария Фортуната была представлена королю, королеве и королевской семье 5 марта 1759 года, а также родственникам мужа.
Брак оказался несчастливым. Супруги не ладили и не имели детей. Отчасти это было связано с влиянием любовницы мужа, Анны Марии Веронезе, известной как мадемуазель Коралин, итальянской танцовщицы. Луи Франсуа Жозеф имел от неё двух внебрачных детей, родившихся в 1761 и 1767 годах.
В 1768 году Мария Фортуната представила королевскому двору племянницу, Луизу Марию Аделаиду де Бурбон, мадемуазель де Пентьевр, впоследствии ставшую женой Луи Филиппа Орлеанского, герцога Шартрского.
В 1770 году во время женитьбы дофина Франции, будущего короля Людовика XVI на эрцгерцогине Марии Антуанетте Австрийской, Мария Фортуната и Луи Франсуа Жозеф были одной из двенадцати пар, приглашенных на обед к молодоженам во дворце в Версале, специально построенный для королевской свадьбы.
В 1776 году её муж стал принцем де Конти, а она, следовательно, принцессой де Конти. Благочестивая, сдержанная и образованная Мария Фортуната не вошла в свиту новой королевы в Версале. Она поддерживала хорошие отношения с овдовевшим мужем сестры, Луи Мари Жаном, герцогом Пентьеврском, помогая ему растить племянников.
В 1784 году познакомилась с королём Густавом III Шведским, бывшим при французском дворе инкогнито под именем графа Хага, с принцем Генрихом Прусским, братом короля Фридриха Великого. В 1786 году, под именами графа и графини Неттембург, её посетили племянница Мария Беатриче д’Эсте с мужем, эрцгерцогом Фердинандом Австрийским.
В 1777 году принц и принцесса де Конти разошлись, хотя жили раздельно с 1775 года. В 1780 году Мария Фортуната приобрела замок Триль. Во время Великой Французской революции 1789 года она бежала из Франции под именем графини де Триль. Проведя некоторое время в Брюсселе, Мария Фортуната поселилась в Шамбери, а в 1791 году переехала во Фрайбург в Швейцарии.
В 1794 году в изгнании к ней присоединилась внучатая племянница Аделаида Орлеанская, мать которой находилась под домашним арестом в Люксембургском дворце в Париже. Вместе они переехали в Баварию. Весной 1800 года им снова пришлось бежать в Венгрию, на этот раз от войск Наполеона Бонапарта. Здесь её опять навестила племянница, Мария Беатриче д’Эсте, дочь Эрколе III д’Эсте, старшего брата Марии Фортунаты, унаследовавшая герцогство Моденское и Реджийское, превращенное в 1796 году Наполеоном Бонапартом в Циспаданскую республику.
В 1801 году Мария Аделаида Орлеанская воссоединилась с матерью в Барселоне, и Мария Фортуната удалилась в монастырь в Венеции. Здесь она заболела плевритом и умерла 21 сентября 1803 года.